# FC Tom Tomsk
El FC Tom Tomsk (del ruso: Футбольный клуб Томь Томск) fue un club de fútbol de Rusia, que se encontraba en la ciudad siberiana de Tomsk. El equipo fue fundado en 1957, disputaba sus partidos como local en el estadio Trud y jugó en la Segunda División de Rusia hasta su desaparición en 2022.

## Historia
Pese a que el fútbol llegó a Siberia y a la ciudad de Tomsk a finales del siglo XIX con la apertura de la Universidad Imperial de los Urales de Tomsk, el club fue fundado en 1957 como Burevestnik. Ese mismo año entró en el campeonato de la URSS en la clase "B" y rápidamente se convirtió en uno de los líderes de la Siberia y el Lejano Oriente. En 1958 cambió su nombre a Tomich y entre 1959-1960 fue denominado Sibelektromotor Tomsk.
El club finalizó en 1959 en noveno puesto de la zona 7, en un grupo formado por 14 clubes. En la Copa de la URSS, el club de Tomsk fue una de las revelaciones al eliminar al Dinamo Kiev por 1-0 y caer derrotado 1-2 ante el Torpedo Moscú, que sería campeón esa temporada e incluía ocho jugadores del equipo nacional soviético. La primera plantilla del Sibelektromotor Tomsk perdió al final de la temporada a varios jugadores como los hermanos Chentsovy, Nikolaĭ Sorokin, Genrikh Chepkasov y Valeriĭ Borovik, que fueron fichados por grandes clubes de la Soviet Top Liga. A partir de este momento, los ciudadanos de Tomsk comenzaron a inclinarse por otros deportes, como el esquí, y el fútbol quedó prácticamente abandonado a un nivel amateur, sin la atención de las autoridades regionales y sin patrocinadores.

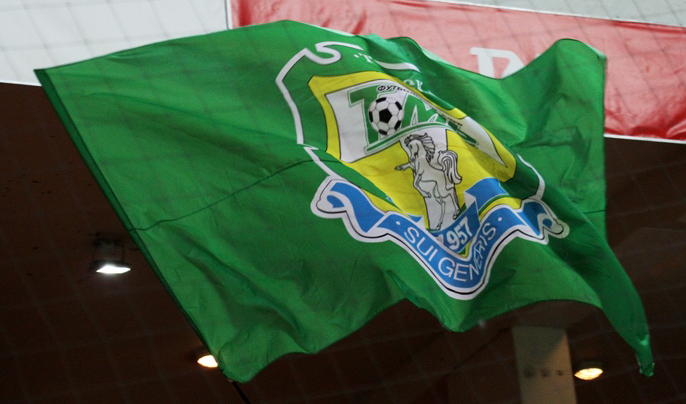
Un aficionado con una bandera del FC Tom.

El club sufrió varios cambios de nombre, como Torpedo (1964-1967, 1974-1978), Tomles (1968-1973) y Manometr (1979-1987). Pero en la década de 1990 el equipo fichó a un número de jugadores que le ayudarían a conseguir el ascenso para abandonar la Segunda División de Rusia. Victor Sebelyev, Valery Konovalov y Ruslan Akhidzhak fueron los jugadores clave a inicios de la década con Sergei Ageev, Vyacheslav Vishnevskii y Dmitry Kudinov reforzaron el equipo hasta conseguir proclamarse campeones de división. En 1996, el equipo terminó segundo en la división, no pudiendo alcanzar por poco la promoción de ascenso a la Primera División de Rusia. En 1997, el Tomsk finalmente alcanzó el ansiado ascenso a la Primera División con una gran temporada. Sin embargo, el equipo tenía un largo camino por recorrer antes de poder conseguir un título de división.

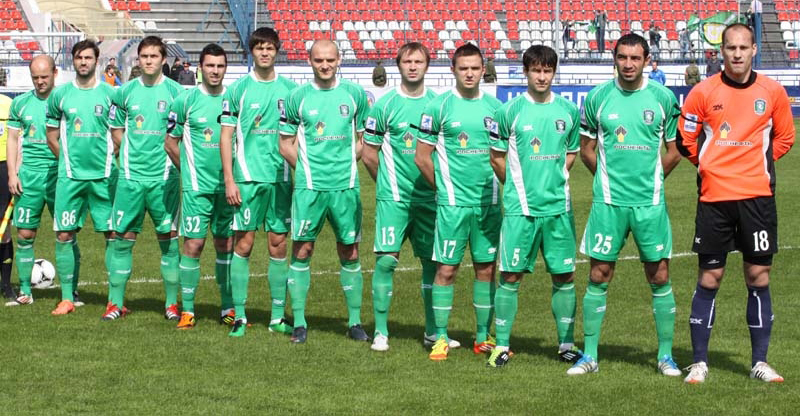
Imagen del equipo en la temporada 2012-13.

Tras la promoción, el equipo contrató nuevamente a un gran número de jugadores entre los que se incluían Sergei Zhukov, Andrei Talalaev y Mijaíl Murashov para ayudar a mantener al equipo en la Primera División. Sin embargo, Tomsk sufrió un duro golpe cuando su patrocinador recientemente privatizado, Eastern Oil Company (VNK) dejó al equipo sin patrocinador. En aquel momento, seguir adelante era un sueño imposible por lo que mantener la categoría se consideró el objetivo prioritario. Además el equipo también tuvo que afrontar las obras de mejora de su estadio para poder cumplir las nuevas normas de la liga.
El equipo tuvo un rendimiento regular durante varios años hasta la llegada de un nuevo patrocinador, Vostokgazprom, que llevó los fondos necesarios y permitió al equipo fichar a nuevos jugadores y ser más competitivo. Finalizando en tercer lugar en las temporadas 2002 y 2003, no alcanzando la promoción. Sin embargo, en la temporada 2004 el FC Tomsk terminó segundo en la división, ganando la promoción para la temporada 2005. En el 2005 el Fc Tomsk pudo mantenerse en su primer año en la máxima categoría con un décimo puesto. En 2006, el equipo mejoró su posición ligeramente con un octavo puesto, pero en 2007, el club cayó a un decimoprimer lugar.
El antiguo patrocinador de Tomskneft, una filial local de Yukos, recientemente ha sido vendido a nuevos inversionistas. Hoy, el equipo es patrocinado por las autoridades regionales.

## Afición
De acuerdo con un estudio realizado por Nielsen sobre los aficionados al fútbol de Rusia en 2011, el Tom se encontraba entre los ocho primeros clubes más seguidos de Rusia. El Tom Tomsk contó con alrededor del 2% de los encuestados. Extrapolando los resultados de los estudios sobre la población de Rusia, el número total de los aficionados del club en el país es de unos 1-1,2 millones de personas.
El club se encuentra en el corazón geográfico de Rusia y, durante varias temporadas, ha sido el único club de Siberia y de más allá de los Urales, por lo que es el club más seguido de la región. Los partidos del club en Tomsk son seguidos en directo por aficionados provenientes de 30 pueblos y ciudades de Siberia. Tradicionalmente, el rival principal de los aficionados es el Sibir Novosibirsk y los derbis entre los clubes siberianos atraen una gran expectación.
En 2010, con el apoyo del club, fue creado el club de fanes oficial del FC Tom.

## Jugadores

### Plantilla 2017-18
Actualizado el 24 de enero del 2018

### Jugadores destacados
En negrita aparecen los jugadores que integraron su selección nacional mientras formaban parte del equipo.
| - Nikita Bazhenov - Albert Borzenkov - Denis Boyarintsev - Aleksei Bugayev - Artyom Dzyuba - Denis Laktionov - Veniamin Mandrykin - Pavel Pogrebnyak - Aleksei Rebko - Sergey Ryzhikov - Aleksandr Shirko - Denis Yevsikov - Aleksandr Zhidkov - Vital Bulyha - Egor Filipenko - Vasily Khomutovsky | - Sergei Kornilenko - Aliaksandr Kulchiy - Syarhey Amelyanchuk - Sergey Sosnovski - Yan Tigorev - Syarhey Yaskovich - Jevgeni Novikov - Sergei Pareiko - Nikoloz Togonidze - Aleksandr Familtsev - Andrius Gedgaudas - Andrius Skerla - Valeriu Catinsus - Ilie Cebanu - Serghei Covalciuc - Oleg Shishkin | - Ilya Blyzniuk - Pavlo Shkapenko - Aleksei Poliakov - Branislav Krunić - Plamen Nikolov - Hrvoje Vejić - Norbert Németh - Goran Maznov - Adrian Ropotan - Ovidiu Dănănae - Pompiliu Stoica - Garry O'Connor - Đorđe Jokić - Aleksandar Radosavljević - Daisuke Matsui - Kim Nam-Il |

## Posición en la liga
| Temporadas | Div.       | Pos. | PJ | PG | PE | PP | GF | GC | Pts. | Copa  | Europa | Europa | Goleador (liga)                       | Entrenador                          |
| 1992       | 2ª, "Este" | 7    | 30 | 11 | 10 | 9  | 29 | 24 | 32   | —     | —      | —      | Razzamazov - 8                        | Pomeshchikov                        |
| 1993       | 2ª, "Este" | 12   | 30 | 9  | 7  | 14 | 41 | 40 | 25   | R1024 | —      | —      | Razzamazov - 14                       | Pomeshchikov                        |
| 1994       | 3ª, "Este" | 2    | 22 | 12 | 6  | 4  | 47 | 15 | 30   | R256  | —      | —      | Akhidzhak - 18                        | Pomeshchikov                        |
| 1995       | 3ª, "Este" | 8    | 34 | 15 | 8  | 11 | 54 | 25 | 53   | R512  | —      | —      | Akhidzhak - 13                        | Pomeshchikov                        |
| 1996       | 3ª, "Este" | 2    | 30 | 19 | 6  | 5  | 48 | 24 | 63   | R256  | —      | —      | Akhidzhak - 9 Sebelev - 9             | Yurin                               |
| 1997       | 3ª, "Este" | 1    | 34 | 26 | 5  | 3  | 82 | 20 | 83   | R32   | —      | —      | Kudinov - 13                          | Yurin                               |
| 1998       | 2ª         | 14   | 42 | 15 | 11 | 16 | 54 | 45 | 56   | R16   | —      | —      | Zhukov - 11                           | Yurin                               |
| 1999       | 2ª         | 12   | 42 | 17 | 7  | 18 | 48 | 54 | 58   | R16   | —      | —      | Sebelev - 11                          | Yurin Puzanov                       |
| 2000       | 2ª         | 10   | 38 | 14 | 10 | 14 | 36 | 28 | 52   | R32   | —      | —      | Ageev - 5                             | Puzanov                             |
| 2001       | 2ª         | 7    | 34 | 12 | 11 | 11 | 31 | 28 | 47   | R32   | —      | —      | Perednya - 10                         | Puzanov Petrakov                    |
| 2002       | 2ª         | 3    | 34 | 17 | 10 | 7  | 51 | 23 | 61   | R32   | —      | —      | Studzinsky - 8                        | Petrakov                            |
| 2003       | 2ª         | 3    | 42 | 25 | 10 | 7  | 55 | 23 | 85   | R16   | —      | —      | Studzinsky - 9                        | Petrakov                            |
| 2004       | 2ª         | 2    | 42 | 27 | 5  | 10 | 70 | 38 | 86   | R16   | —      | —      | Kiselyov - 17                         | Galyamin Gostenin                   |
| 2005       | 1ª         | 10   | 30 | 9  | 10 | 11 | 28 | 33 | 37   | R32   | —      | —      | Medvédev - 5                          | Stukalov Byshovets                  |
| 2006       | 1ª         | 8    | 30 | 11 | 8  | 11 | 35 | 33 | 41   | R32   | —      | —      | Pogrebnyak - 13                       | Petrakov                            |
| 2007       | 1ª         | 11   | 30 | 8  | 11 | 11 | 37 | 35 | 35   | R16   | —      | —      | Maznov - 9                            | Petrakov                            |
| 2008       | 1ª         | 13   | 30 | 7  | 8  | 15 | 23 | 35 | 29   | SF    | —      | —      | Strelkov - 3 Skoblyakov - 3 Jokić - 3 | Petrakov Romaschenko Nepomnyashchiy |
| 2009       | 1ª         | 9    | 30 | 11 | 8  | 11 | 31 | 39 | 41   | QF    | —      | —      | Kornilenko - 6                        | Nepomnyashchiy                      |
| 2010       | 1ª         | 8    | 30 | 10 | 7  | 13 | 35 | 43 | 37   | R32   | —      | —      | Kornilenko - 11                       | Nepomnyashchiy                      |
| 2011–12    | 1º         | 15   | 44 | 8  | 13 | 23 | 30 | 70 | 37   | R16   | —      | —      | Golyshev - 8                          | Nepomnyashchy Perednya              |
| 2012-13    | 2º         | 2    | 32 | 19 | 8  | 5  | 57 | 34 | 65   | R16   | —      | —      | Dimidko - 10                          | Perednya                            |
| 2013–14    | 1º         | 13   | 30 | 8  | 7  | 15 | 23 | 39 | 31   | 1/4   | —      | —      |                                       | Davydov                             |

## Récords del club
Victoria más amplia - Dynamo Yakutsk - 9-1 (1995), FC Sakhalin Yuzhno-Sakhalinsk - 8-0 (1993), PFC Spartak Nalchik 8-0 (1998)
Derrota más abultada - FC Dynamo Barnaul 0-7 (1962)
Mayora goleador de la historia - Viktor Sebelyev - 83 goles en 287 partidos (1989-2004)
Mayor número de goles en una temporada - Ruslan Akhidzhak - 18 goles en 21 partidos (1994), Denis Kiselyov - 18 goles en 37 partidos (2004)